# Tower of God
Tower of God (tiếng Hàn: 신의 탑; Romaja: Sin-ui Tap) là một webtoon manhwa thể loại hành động của Hàn Quốc do Lee Jong-hui vẽ (tiếng Hàn: 이종휘), được biết với bút danh SIU (Slave. In. Utero). Truyện trang được đăng miễn phí trên Naver và Line Webtoon kể từ 2010. Bộ truyện được chuyển thể thành anime truyền hình sản xuất bởi Telecom Animation Film bắt đầu công chiếu từ tháng 4 đến tháng 6 năm 2020; mùa hai được sản xuất bởi hãng phim mới là The Answer Studio dự kiến lên sóng vào tháng 7 năm 2024.

## Tổng quan
Tower of God xoay quanh một cậu bé tên là Twenty-Fifth Baam, người dành phần lớn cuộc đời mắc kẹt trong hang dưới một tòa tháp rộng lớn và bí ẩn cùng người bạn thân Rachel. Khi Rachel vào Tháp, Bam cũng theo sau vào đó và kết cục cậu phải đối mặt với thử thách ở mỗi tầng tòa tháp này với mong muốn tìm lại người bạn đồng hành của mình.

## Nhân vật

### Chính

#### Twenty-Fifth Baam/Jue Viole Grace
(tiếng Hàn: 스물다섯번째 밤; Romaja: Seumul-daseot-banjjae Baam)
Lồng tiếng bởi:  Ichikawa Taichi
Twenty-Fifth Baam (tiếng Hàn: 스물 다섯 번째 밤; RR: Seumul-daseot-beonjjae Bam; dịch nghĩa đen: Đêm thứ hai mươi lăm) hay biệt danh khác của cậu là Jue Viole Grace. Là nhân vật chính của Tower of God, Bam là Phi Chính Quy mới nhất bước vào Tháp nhưng vì cậu vẫn còn khá ngây thơ với chả có kiến thức gì về Tháp ngược lại sở hữu sự dũng cảm và nhân hậu. Trong câu chuyện, Bam đi vào Tháp để tìm kiếm người bạn thân nhất của mình là Rachel, người duy nhất đã đến thăm và chăm sóc cậu trong những năm cô lập ở trong một hang động bên dưới Tháp. Sau khi vào Tháp, cậu được nhắc rằng tất cả câu trả lời mà mình tìm kiếm đều sẽ ở trên đỉnh tháp, mặc dù cậu ta ngay lập tức được đưa vào nhận một bài kiểm tra dường như bất khả thi và chết người. Bam thành công, và được phép di chuyển lên tầng hai, nơi tất cả các Chính quy đang bắt đầu thử bài kiểm tra. Trong suốt webtoon, Baam kết bạn với một số ứng viên khác và họ cùng nhau vượt qua nhiều bài kiểm tra mà tháp đưa ra. Cậu cùng với Khun và Rak tạo ra bộ ba nổi nhất trong manhwa.
Rachel  (라헬, Lahel / Rahel)
Lồng tiếng bởi: Saori Hayami
Rachel (tiếng Hàn: 라헬; RR: Rahel) là bạn thân nhất của Bam cho đến khi cô vào Tháp và trở thành Chính Quy (nhưng đó chỉ là những gì Baam nghĩ được chứng minh trong nửa sau của webtoon). Cô mong muốn được nhìn thấy những vì sao trên bầu trời đêm trên đỉnh Tháp và quyết tâm đạt được nó bằng mọi cách. Mong ước này xuất phát từ nỗi sợ hãi bóng tối của cô. Sau đó trong webtoon, cô bị thương và giả vờ bị tàn tật nặng ở chân, lúc này Bam tuyên bố rằng cậu sẽ "là đôi chân của cô" và giúp cô tiếp tục leo Tháp. Trong một bài kiểm tra, cô quyết định phản bội Bam và định giết cậu ta. Cô thuyết phục bạn bè của cậu rằng Baam đã chết để bảo vệ cô và lợi dụng sự thương hại của nhóm là muốn tiếp tục nhiệm vụ mà Baam đã bắt đầu: giúp cô leo lên đỉnh tháp, sau đó sáu năm Bam phát hiện ra Rachel là một phần của FUG.
Enryu
Enryu là một Phi Chính Quy bí ẩn và hiện đang đứng hạng hai trong rank. Anh ta là Phi Chính Quy đầu tiên vào Tháp dưới triều đại của Jahad. Biệt danh của anh là Tháp Đỏ vì Shinsoo chuyển sang màu đỏ tươi khi anh có mặt. Enryu là một thanh niên cao và đẹp trai với mái tóc đỏ. Khả năng của anh ta lớn hơn những Người bảo vệ Tầng và bị coi là dị giáo, vi phạm luật của Tòa tháp. Người ta đồn rằng anh ta có khả năng tạo ra sự sống từ Shinsoo và điều khiển ít nhất 9000 baangs của Shinsoo, con số lớn nhất được ghi lại trong lịch sử của Tòa tháp. Enryu cực kỳ mạnh mẽ, có khả năng tàn phá cả một tầng và giết chết Người quản lý của nó. Khả năng nổi tiếng của anh là Red Rain có thể che phủ bầu trời với vô số ngọn thương mạnh mẽ làm bằng Shinsoo màu đỏ và tấn công chúng vào đối thủ. Anh có một mối quan hệ kỳ lạ với mẹ của Bam, Arlene Grace.
Urek Mazino
Anh là một Phi Chính Quy, hiện đang đứng thứ tư trong rank. Anh là Ranker hoạt động mạnh nhất (cho đến khi Jahad thức tỉnh) và cũng là người leo tháp nhanh nhất bằng 'phương pháp thông thường'. Là Ranker mạnh nhất hiện đang hoạt động và là một trong những người sáng lập Wolhaiksong, Urek Mazino là một trong những người có ảnh hưởng nhất trong tòa tháp. Urek là một người đàn ông cao và đẹp trai. Anh có mái tóc trắng, và đôi mắt đỏ rực lửa. Trên lưng anh có hình xăm một cái cây với 7 đôi cánh (biểu tượng của Wolhaiksong). Anh có thể là một người tàn nhẫn, và được các đấng nam nhi khác kính trọng. Tuy vậy, anh lại chỉ lịch sự với những phụ nữ xinh đẹp. Ha-Yuri-Jahad nói: "Anh ta có thể là người đàn ông tốt nhất để chiến đấu cùng, nhưng lại người đàn ông tồi tệ để sống chung." Câu nói nổi tiếng nhất của Urek là: "Thật sướng khi trở thành Vua của Toà tháp này? Bảo Jahad giữ nguyên chỗ ngồi nhàm chán của hắn ta đi. Tôi sẽ ra khỏi Tháp. Bên ngoài Tòa tháp này, tồn tại một thế giới rộng lớn, bầu trời cuộn trải dài vô tận, và vô số vì sao chiếu sáng trong bóng tối. Một nơi rộng hơn một nghìn lần — không, rộng hơn và tự do hơn một tỷ lần so với tòa tháp này. Một khi ngươi tưởng tượng rằng một thế giới như vậy tồn tại, ngươi không nghĩ rằng tất cả những thứ ngươi muốn đều trở nên tầm thường như vậy sao?"

### Khun Aguero Agnis
(tiếng Hàn: 쿤 아게로 아그니스; Romaja: Khun Ahgehro Ageunis)
Lồng tiếng bởi: Nobuhiko Okamoto
Khun Agnes (tiếng Hàn :  쿤 아게로 아그 니스 ; RR: Khun Ahgehro Ageunis) đến từ một trong 10 Đại Gia tộc đầu tiên leo lên tháp, và là con trai của High Ranker Khun Eduan. Anh gặp Bam trong bài kiểm tra đầu tiên của tầng hai, và cho rằng Baam đủ thú vị để đi cùng và hỗ trợ cậu ta trong khi họ cố leo lên tháp. Anh và Rak nhanh chóng trở thành những người bạn thân thiết nhất của Bam. Anh thường ở vị trí Minh Vận, nhưng anh đã được chứng minh là có khả năng cận chiến cơ bản cũng như khi tình huống bắt buộc.
Rak Wraithraiser
(tiếng Hàn: 라크 레크레이셔; Romaja: Rahk Rekraisher)
Lồng tiếng bởi: Kenta Miyake

## Truyền thông

### Trò chơi điện tử
Năm 2013, Naver phát hành một trò chơi nhập vai dành cho diện thoại di động trên Google Play, phát triển bởi Sunrise. Trò chơi thu về 120 triệu lượt tải sau khi ra mắt thời gian ngắn. Tháng 2 năm 2016, trò chơi trở thành game di dộng đứng thứ năm về độ phổ biến trên Google Play của Hàn Quốc.

### Anime
Bản anime chuyển thể được thông báo tại Seoul Comic-Con vào tháng 8 năm 2019, tên của bộ truyện được đưa vào với tên anime tiếng Nhật  (神之塔 -Kami no Tou). Do Telecom Animation Film sản xuất, còn công ty con của Aniplex là Rialto Entertainment chịu trách nhiệm sản xuất. do Takashi đạo diễn và Hanai Hirokazu trợ lý đạo diễn, Kudou Masaki và Tanino Miho thiết kế nhân vật trong khi Kevin Penkin lo phần soạn nhạc. Nhóm nhạc nam Stray Kids thực hiện phần ca khúc mở đầu "TOP" và bài hát kết thúc "SLUMP".. Anime được phát sóng tại Hàn Quốc vào 1 tháng 4 năm 2020 trên Naver Series On và trên mạng lưới truyền hình Aniplus của nước này cũng như phát sóng trên các kênh truyền hình Nhật Bản vào ngày 2 tháng 4.
Vào tháng 8 năm 2022 tại Crunchyroll Expo, Crunchyroll công bố mùa thứ hai của anime hiện đang được sản xuất. Mùa thứ hai được sản xuất bởi The Answer Studio, Takeuchi Kazuyoshi là tổng đạo diễn với Suzuki Akira là đạo diễn. Bộ anime dự kiến lên sóng vào tháng 7 năm 2024.

### Danh sách tập
| Số tập | Tên                                       | Ngày phát sóng      |
| ------ | ----------------------------------------- | ------------------- |
| 1      | "BALL"                                    | 1 tháng 4 năm 2020  |
| 2      | "Yonhyaku-bun no San (3/400) (400分の３)" | 8 tháng 4 năm 2020  |
| 3      | "Seikai no Tobira (正解の扉)"             | 15 tháng 4 năm 2020 |
| 4      | "Midori no Shigatsu (緑の四月)"           | 22 tháng 4 năm 2020 |
| 5      | "Okan no Yukue (王冠の行方)"              | 29 tháng 4 năm 2020 |
| 6      | "Pojishon Wake (ポジション分け)"          | 6 tháng 5 năm 2020  |
| 7      | "Gohan to Onigokko (ご飯と鬼ごっこ)"      | 13 tháng 5 năm 2020 |
| 8      | "Kun no Sakuryaku (クンの策略)"           | 20 tháng 5 năm 2020 |
| 9      | "Katakaku no Oni (片角の鬼)"              | 27 tháng 5 năm 2020 |
| 10     | "Kanashimi no Saki ni (悲しみの先に)"     | 3 tháng 6 năm 2020  |
| 11     | "Sengyo kari (Zenpen) (潜魚狩り (前編))"  | 10 tháng 6 năm 2020 |
| 12     | "Sengyo kari (Kōhen) (潜魚狩り (後編))"   | 17 tháng 6 năm 2020 |
| 13     | "Kami no Tō (神之塔)"                     | 24 tháng 6 năm 2020 |

## Đón nhận
Vào tháng 7 năm 2015 Line Webtoon xác nhận bộ truyện nhận được năm triệu lượt đọc trong tuần. Năm 2019, Tower of God là truyện đứng đầu theo lượt đọc hàng tháng trên trang webtoon này. Tính đến tháng 2 năm 2020, Tower of God nhận được 4,5 tỷ lượt đọc trên toàn thế giới. Ngày 7 tháng 4 cùng năm, Naver thông báo bộ truyện trở thành từ khóa tìm kiếm phổ biến thứ chín tại Hoa Kỳ trên Twitter.